# Heinz Schiller
Heinz Rudolf Schiller (* 25. Januar 1930 in Frauenfeld; † 25. März 2007 in Genf) war ein Schweizer Automobilrennfahrer.

## Karriere
Heinz Schiller war Schweizer Speedboat-Champion, bevor er zum Sport auf vier Rädern kam. Er begann in den 1950er-Jahren in der Schweiz nationale Rennen auf Porsche GT und RS Sport zu fahren und erreichte dabei ungezählte Klassensiege. 1957 wurde er Zweiter in seiner Klasse bei der Mille Miglia, wieder mit einem Porsche. 1958 fuhr er einen Porsche RS beim Formel-2-Lauf in Pau und erreichte den sechsten Platz.
1961 fuhr er eine komplette Saison in der Europa-Bergmeisterschaft mit einem Porsche Carrera Abarth, die er mit dem Titelgewinn in der GT-Kategorie krönte. 1962 bekam er einen Vertrag bei der Scuderia Filipinetti und wurde Teamkollege von Jo Siffert. Er fuhr den Porsche-718-Monoposto des Teams bei Grand-Prix-Läufen, die nicht zur Weltmeisterschaft zählten. Beim Großen Preis von Deutschland 1962 – es blieb sein einziger Auftritt in der Automobil-Weltmeisterschaft – fuhr er den Lotus 24-B.R.M. des Teams. Er ging vom 20. Startplatz ins Rennen, schied aber schon in der vierten Runde mit fallendem Öldruck aus. Noch einmal fuhr er den inzwischen schon in die Jahre gekommenen Porsche 718 für die Scuderia. Beim Rennen in Pau 1963 schaffte er mit dem dritten Platz seine beste Platzierung bei einem Monoposto-Rennen.
Erfolgreich war er auch im Sportwagen. Für die Scuderia erreichte er den dritten Rang in seiner Klasse mit einem Porsche 904 beim 1000-km-Rennen auf dem Nürburgring 1963. 1964, erneut im Porsche 904, gab es einen zehnten Gesamtrang und einen dritten in der Klasse – wieder mit Jo Siffert – bei den 24 Stunden von Le Mans und den achten Platz in der Gesamtwertung des 1000-km-Rennens auf dem Nürburgring.

## Statistik

### Statistik in der Automobil-Weltmeisterschaft
Diese Statistik umfasst alle Teilnahmen des Fahrers an der Automobil-Weltmeisterschaft, die heutzutage als Formel-1-Weltmeisterschaft bezeichnet wird.

#### Gesamtübersicht
| Saison | Team               | Chassis  | Motor      | Rennen | Siege | Zweiter | Dritter | Poles | schn. Rennrunden | Punkte | WM-Pos. |
| ------ | ------------------ | -------- | ---------- | ------ | ----- | ------- | ------- | ----- | ---------------- | ------ | ------- |
| 1962   | Ecurie Filipinetti | Lotus 24 | BRM 1.5 V8 | 1      | −     | −       | −       | −     | −                | −      | −       |
| Gesamt | Gesamt             | Gesamt   | Gesamt     | 1      | −     | −       | −       | −     | −                | −      |         |

#### Einzelergebnisse
| Saison | 1 | 2 | 3 | 4 | 5   | 6 | 7 | 8 | 9 |
| ------ | - | - | - | - | --- | - | - | - | - |
| 1962   |   |   |   |   |     |   |   |   |   |
|        |   |   |   |   | DNF |   |   |   |   |

| Legende  | Legende            | Legende                                                          |
| Farbe    | Abkürzung          | Bedeutung                                                        |
| -------- | ------------------ | ---------------------------------------------------------------- |
| Gold     | –                  | Sieg                                                             |
| Silber   | –                  | 2. Platz                                                         |
| Bronze   | –                  | 3. Platz                                                         |
| Grün     | –                  | Platzierung in den Punkten                                       |
| Blau     | –                  | Klassifiziert außerhalb der Punkteränge                          |
| Violett  | DNF                | Rennen nicht beendet (did not finish)                            |
| Violett  | NC                 | nicht klassifiziert (not classified)                             |
| Rot      | DNQ                | nicht qualifiziert (did not qualify)                             |
| Rot      | DNPQ               | in Vorqualifikation gescheitert (did not pre-qualify)            |
| Schwarz  | DSQ                | disqualifiziert (disqualified)                                   |
| Weiß     | DNS                | nicht am Start (did not start)                                   |
| Weiß     | WD                 | zurückgezogen (withdrawn)                                        |
| Hellblau | PO                 | nur am Training teilgenommen (practiced only)                    |
| Hellblau | TD                 | Freitags-Testfahrer (test driver)                                |
| ohne     | DNP                | nicht am Training teilgenommen (did not practice)                |
| ohne     | INJ                | verletzt oder krank (injured)                                    |
| ohne     | EX                 | ausgeschlossen (excluded)                                        |
| ohne     | DNA                | nicht erschienen (did not arrive)                                |
| ohne     | C                  | Rennen abgesagt (cancelled)                                      |
| ohne     | keine WM-Teilnahme |                                                                  |
| sonstige | P/fett             | Pole-Position                                                    |
| sonstige | 1/2/3/4/5/6/7/8    | Punktplatzierung im Sprint-/Qualifikationsrennen                 |
| sonstige | SR/kursiv          | Schnellste Rennrunde                                             |
| sonstige | *                  | nicht im Ziel, aufgrund der zurückgelegten Distanz aber gewertet |
| sonstige | ()                 | Streichresultate                                                 |
| sonstige | unterstrichen      | Führender in der Gesamtwertung                                   |

### Le-Mans-Ergebnisse
| Jahr | Team                       | Fahrzeug               | Teamkollege   | Platzierung | Ausfallgrund |
| ---- | -------------------------- | ---------------------- | ------------- | ----------- | ------------ |
| 1962 | Auguste Veuillet           | Porsche 356B Abarth    | Robert Buchet | Rang 12     |              |
| 1963 | Porsche System Engineering | Porsche 356B 2000GS GT | Ben Pon       | Ausfall     | Motorschaden |
| 1964 | Porsche System Engineering | Porsche 904/4 GTS      | Gerhard Koch  | Rang 10     |              |

### Einzelergebnisse in der Sportwagen-Weltmeisterschaft
| Saison | Team                                | Rennwagen   | 1   | 2   | 3   | 4   | 5   | 6   | 7   | 8   | 9   | 10  | 11  | 12  | 13  | 14  | 15  | 16  | 17  | 18  | 19  | 20  | 21  | 22  |
| ------ | ----------------------------------- | ----------- | --- | --- | --- | --- | --- | --- | --- | --- | --- | --- | --- | --- | --- | --- | --- | --- | --- | --- | --- | --- | --- | --- |
| 1956   |                                     | Porsche 356 | BUA | SEB | MIM | NÜR | KRI |     |     |     |     |     |     |     |     |     |     |     |     |     |     |     |     |     |
| 1956   |                                     | Porsche 356 | 65  |     |     |     |     |     |     |     |     |     |     |     |     |     |     |     |     |     |     |     |     |     |
| 1957   | Ecurie Le Meute                     | Porsche 550 | BUA | SEB | MIM | NÜR | LEM | KRI | CAR |     |     |     |     |     |     |     |     |     |     |     |     |     |     |     |
| 1957   | Ecurie Le Meute                     | Porsche 550 |     |     | 11  | 12  |     |     |     |     |     |     |     |     |     |     |     |     |     |     |     |     |     |     |
| 1958   | Ecurie Maarsbergen                  | Porsche 550 | BUA | SEB | TAR | NÜR | LEM | RTT |     |     |     |     |     |     |     |     |     |     |     |     |     |     |     |     |
| 1958   | Ecurie Maarsbergen                  | Porsche 550 | DNF |     |     |     |     |     |     |     |     |     |     |     |     |     |     |     |     |     |     |     |     |     |
| 1960   | Ecurie Leman                        | Porsche 356 | BUA | SEB | TAR | NÜR | LEM |     |     |     |     |     |     |     |     |     |     |     |     |     |     |     |     |     |
| 1960   | Ecurie Leman                        | Porsche 356 | 16  |     |     |     |     |     |     |     |     |     |     |     |     |     |     |     |     |     |     |     |     |     |
| 1962   | Auguste Veuillet                    | Porsche 356 | DAY | SEB | SEB | MAI | TAR | BER | NÜR | LEM | TAV | CCA | RTT | NÜR | BRI | BRI | PAR |     |     |     |     |     |     |     |
| 1962   | Auguste Veuillet                    | Porsche 356 |     |     |     |     | 12  |     |     |     |     |     |     |     |     |     |     |     |     |     |     |     |     |     |
| 1963   | Scuderia Filipinetti Porsche Abarth | Porsche 356 | DAY | SEB | SEB | TAR | SPA | MAI | NÜR | CON | ROS | LEM | MON | WIS | TAV | FRE | CCE | RTT | OVI | NÜR | MON | MON | TDF | BRI |
| 1963   | Scuderia Filipinetti Porsche Abarth | Porsche 356 |     |     |     |     | DNF |     | 12  |     |     | DNF |     |     |     |     |     |     | 19  |     |     |     |     |     |
| 1964   | Heinz Schiller Porsche              | Porsche 904 | DAY | SEB | TAR | MON | SPA | CON | NÜR | ROS | LEM | REI | FRE | CCE | RTT | SIM | NÜR | MON | TDF | BRI | BRI | PAR |     |     |
| 1964   | Heinz Schiller Porsche              | Porsche 904 |     |     |     |     |     |     | 8   |     | 10  | DNF |     |     |     |     |     | 3   |     |     |     |     |     |     |
| 1966   | Leman                               | Porsche 911 | DAY | SEB | MON | TAR | SPA | NÜR | LEM | MUG | CCE | HOK | SIM | NÜR | ZEL |     |     |     |     |     |     |     |     |     |
| 1966   | Leman                               | Porsche 911 |     |     |     |     |     |     |     | 19  |     |     |     |     |     |     |     |     |     |     |     |     |     |     |